# Valeava, Horodîșce
Valeava (în ucraineană Валява) este o comună în raionul Horodîșce, regiunea Cerkasî, Ucraina, formată numai din satul de reședință.

## Demografie
Componența lingvistică a comunei Valeava
     Ucraineană (98,41%)
     Rusă (1,4%)
     Alte limbi (0,04%)
Conform recensământului din 2001, majoritatea populației comunei Valeava era vorbitoare de ucraineană (98,41%), existând în minoritate și vorbitori de rusă (1,4%).

## Legături externe
- pl Walawa, wieś u źródeł rzeki Pohań în Dicționarul geografic al Regatului Poloniei și al altor țări slave, volum XII (Szlurpkiszki — Warłynka) 1892

- pl Walawa în Dicționarul geografic al Regatului Poloniei și al altor țări slave, volum XV, p. 2 (Januszpol — Wola Justowska)1902